# Петровский парк (Кронштадт)
Петровский парк (в советское время парк Свободы) — старинный парк в Кронштадте. Автор проекта — военный губернатор Ф. Ф. Беллинсгаузен, строитель — Н. И. Валуев. Расположен в центре города между зданием Арсенала и каналом Петровского дока, от пристани до Макаровской улицы. К Петровскому парку примыкает Зимняя пристань, у которой стоят корабли Балтфлота. Находится под охраной государства.

## История
В 1752 году были созданы две главные площади города — Якорная и Арсенальная, названная так потому, что располагалась напротив Арсенала. На Арсенальной площади регулярно проводились парады, смотры, учения и гуляния.
Заболоченный участок для создания парадного плаца был приподнят подсыпкой земли от строительства Петровского канала. С 1836 года он с трёх сторон, кроме стороны, выходящей к Арсеналу, был обсажен деревьями.
В 1839 году губернатором Кронштадта был назначен Беллинсгаузен. Адмиралу не понравились покрытые грязью улицы города, средств на его обустройство он не получил, и тогда стал действовать самостоятельно, на свои деньги. На месте бывшей Арсенальной площади постепенно возник небольшой сад, в котором был установлен памятник Петру I. Модель памятника была приобретена в 1839 году у Теодора Жака, он был отлит в 1841 году П. К. Клодтом. После установки памятника место получило название Петровский плац.
В 1859 году на месте плаца под руководством Н. И. Валуева начали создавать собственно парк с регулярной планировкой. Центральная ось парка перпендикулярна морю, памятник стоит на круглой площадке в центре оси. Два симметричных квадрата парка по сторонам оси пересечены дорожками по диагонали. С трёх сторон парк огорожен решёткой, сначала деревянной, с 1883 года чугунной, сделанной на Пароходном заводе, с четвёртой стороны его границей служит пристань со ступенями.
После 1917 года обсуждалось уничтожение памятников Петру I и Адмиралу Макарову, парк был переименован в Парк Свободы.

## Зимняя пристань
Во времена Петра создана пристань, к строительству привлекали пленных шведов, крепостных крестьян и осуждённых на каторжные работы. И на протяжении более 100 лет всё здесь было деревянное.
В 1859 году в связи с тем, что вид пристани перестал соответствовать виду ухоженного парка рядом, деревянные строения начали заменять каменными. Одновременно производилось углубление дна. В 1882 году пристань приобрела современный вид. В память о прошлом на пристани сохранены пушки и ядра с корабля «Император Павел I». Также к этому времени относятся и каменные вазы вдоль пристани.
На пристани стояли пушки, из которых производился полуденный выстрел; одна из этих пушек к 1985 году была перенесена на Петровский канал.
После войны пристань пополнилась ещё одним памятником — якорями от катеров, высаживавших Петергофский десант 5 октября 1941 года.
Все кругосветные путешествия русских моряков до революции начинались именно с Зимней пристани в Кронштадте.
В 1998—2011 годах отсюда отправлялись паромы в Ломоносов и «Метеоры» в Санкт-Петербург.